# Quinto Servilio Cepión (cónsul 140 a. C.)
Quinto Servilio Cepión  fue un militar y político de la República romana durante las guerras lusitanas. Hijo del consular Cneo Servilio Cepión, fue padre a su vez de Quinto Servilio Cepión, cónsul en el año 106 a. C.

## Carrera pública
Cepión era hermano de Cneo Servilio Cepión y Quinto Fabio Máximo Serviliano, quien había sido adoptado en la gens Fabia.
Fue elegido cónsul en 140 a. C. con Cayo Lelio Sapiens. Como cónsul reemplazó en la dirección de la guerra contra Viriato a su hermano y cónsul saliente, Quinto Fabio Máximo Serviliano, que había firmado una paz desfavorable con Viriato en la que otorgaba independencia a Lusitania y le confirmaba como rey.
Cepión se topó con dificultades en su consulado, ya que los frecuentes reclutamientos y la alta mortalidad de los conflictos en Hispania soliviantaban al pueblo, llevando al tribuno de la plebe Tiberio Claudio Aselo a tratar de impedir la marcha de Cepión a Hispania. El enfrentamiento se volvió tan enconado que se dice que Cepión llegó a desenvainar la espada contra Aselo en público, obligando a que interviniesen los lictores para detener la riña.
Una protesta similar el mismo año, promovida por Apio Claudio Pulcro, provocó que solo pudiera realizarse una leva al año. Sin embargo Cepión, alegando que el tratado era desfavorable a los intereses de Roma, convenció al Senado de atacar a Viriato, primero de forma encubierta y después retomando la guerra abiertamente.
De esta forma, Servilio Cepión penetró en territorio enemigo hacia las tierras de los vetones y los galaicos. Viriato, que contaba con pocos efectivos debido a la extensión en el tiempo del conflicto y al previamente presumido fin de la guerra, evitó la confrontación y escapó hábilmente de las tentativas de Cepión de capturarle o asesinarle.
Cepión trataba a sus soldados con gran crueldad, lo que le volvió un comandante muy impopular. En una ocasión, como castigo ejemplar a una serie de burlas sobre él, ordenó a 600 soldados de caballería que fueran desarmados a cortar leña directamente en territorio enemigo. La orden fue obedecida, pero solo después de que grupos de voluntarios acompañaran a los castigados para protegerles de los guerrilleros lusitanos. Como venganza, a la vuelta de la partida, varios de los improvisados leñadores emplearon su carga para intentar quemar vivo a Cepión dentro de su tienda, de lo cual el cónsul se libró por poco.
En 139 a. C. recibió refuerzos comandados por el cónsul del año Marco Popilio Lenas. Tras la unión de las fuerzas, Viriato solicitó la paz y envió a unos embajadores, Audax, Minuro y Ditalco, para establecer las condiciones, pero el cónsul los sobornó para asesinar al líder lusitano.
En consecuencia, cuando volvieron al campamento sorprendieron a Viriato durmiendo en su tienda y lo mataron. Los asesinos huyeron al campo romano. Los lusitanos enterraron a Viriato y eligieron caudillo a Táutalo, el cual llevó a cabo una expedición contra Sagunto. Rechazado allí, cruzó el Betis, perseguido de cerca por Cepión y, desesperado, finalmente se rindió con todas sus fuerzas al general romano. Cepión les privó de sus armas, pero les asignó una cierta porción de tierra.
A su vuelta a Roma, se le negó el triunfo por parte del senado romano por haber vencido a Viriato mediante intrigas y no a través de una victoria militar.
Los hermanos Cepión (Cneo y Quinto) son clasificados por Cicerón entre los oradores romanos. Relata que ayudaban a sus clientes tanto con sus consejos como con su oratoria, pero todavía más por su autoridad e influencia. Actuaron como testigos de cargo contra Quinto Pompeyo.

## En la ficción
El personaje de Quinto Servilio Cepión fue interpretado por el actor Pepe Sancho en la serie de televisión española Hispania, la leyenda, en la que se relatan los enfrentamientos con Viriato, y en la secuela de esta, Imperium, en la que se desarrollan las intrigas políticas en Roma.